# Numéro E
Cet article court présente un sujet plus développé dans : Liste des additifs alimentaires.
Les numéros E sont des codes numériques pour les additifs alimentaires évalués pour une utilisation au sein de l'Union européenne, qui les a mis en place en 1979.
Pour faciliter l'information des consommateurs, l'Union européenne a élaboré depuis 1963 une réglementation sur les additifs alimentaires qui a fait l'objet de plus de cinquante directives. La directive du Conseil (79/112/CEE) du 18 décembre 1978 relative au rapprochement des législations des États membres concernant l'étiquetage et la présentation des denrées alimentaires destinées au consommateur final ainsi que la publicité faite à leur égard, est publiée dans le Journal officiel des Communautés européennes no L 33 du 8 février 1979. Cette directive dispose que tout additif autorisé serait désigné sur l'emballage du produit par la lettre E (pour Europe) suivi d'un nombre de trois chiffres (du Système international de numérotation [SIN], transcription de l'International Numbering System, [INS]) indiquant la catégorie à laquelle appartient cet additif.
Les numéros E ont donné lieu à une légende urbaine apparue en 1976 : le tract de Villejuif qui décriait à tort un certain nombre de ces additifs, en tête desquels le E330 (acide citrique).